# Adolf Nadig
Adolf Nadig (* 3. Juni 1877 in München; † 15. Mai 1960 in Chur, reformiert, heimatberechtigt in Tschiertschen und Chur) war ein Schweizer Politiker (FDP), Unternehmer, Naturforscher und Naturschützer.

## Leben
Adolf Nadig wurde am 3. Juni 1877 als Sohn des Leiters einer internationalen Speditionsfirma Christian Nadig und der Maria geborene Brehm in München geboren. Nach Absolvierung der Volksschulen in Como und Chiasso sowie der Kantonsschule Chur belegte er zunächst das Studium der Medizin, anschliessend der Rechte in Zürich, Leipzig und Heidelberg, das er 1902 mit dem Erwerb des akademischen Grades Dr. iur. abschloss.
In der Folge trat Nadig in die väterliche Firma in Mailand, deren Leitung er 1913 übernahm, ein. 1919 gründete er die Scuola Svizzera in Mailand. 1921 zog er sich aus seinem Geschäft zurück und  verlegte seinen Wohnsitz nach Chur.
Adolf Nadig machte sich zudem einen Namen als Naturforscher  sowie als Heimat- und Naturschützer. So präsidierte Nadig von 1922 bis 1931 den Schweizerischen Bund für Naturschutz und von 1947 bis 1950 die  Eidgenössische Natur- und Heimatschutzkommission.
Auf politischer Ebene amtierte Adolf Nadig, Mitglied der FDP Schweiz, von 1926 bis 1935 als Churer Stadtpräsident. Daneben gehörte er zwischen 1927 und 1935 dem Bündner Grossrat an. Ab 1936 leitete er das Erziehungs- und Sanitätsdepartement im Kleinen Rat, von dem er sich 1941 nach dem ersten Wahlgang verabschiedete. Darüber hinaus hatte er in den Jahren 1943 bis 1947 Einsitz im Nationalrat. 
Adolf Nadig, der mit Elisabeth, der Tochter des Chemie-Industriellen aus Mailand Ottone Koch, verheiratet war, verstarb am 15. Mai 1960 knapp vor Vollendung seines 83. Lebensjahres in Chur.

## Werke
- Schweizerschulen im Auslande. Milano 1920
- mit Adolf Nadig junior: Beitrag zur Kenntnis der Orthopteren- und Hymenopterenfauna von Sardinien und Korsika. Chur 1934